# Illa de la Princesa Dagmar
L'illa de la Princesa Dagmar (en danès: Prinsesse Dagmar Ø) és una illa costanera deshabitada del mar de Wandel, a la Terra del Rei Frederic VIII, Groenlàndia. Forma part del del Parc Nacional del Nord-est de Groenlàndia. L'illa va rebre el nom de la princesa Dagmar de Dinamarca.
Es troba al sud-est de l'illa de la Princesa Thyra i al sud de l'illa de la Princesa Margaret, a prop de la costa de la Terra del Príncep Hereu Christian, a l'extrem nord-est de Groenlàndia. L'illa té una superfície de 144,5 km² i una línia de costa de 55,8 quilòmetres.